# Karl Freiherr von Thüngen
Karl Freiherr von Thüngen (Magonza, 26 giugno 1893 – Brandeburgo sulla Havel, 24 ottobre 1944) è stato un generale tedesco della Wehrmacht durante la seconda guerra mondiale giustiziato per la sua sospetta partecipazione all'attentato a Hitler del 20 luglio 1944.

## Biografia
Durante la seconda guerra mondiale, von Thüngen servi sul fronte orientale tra il 1942 e il 1943 con la 18. Panzer-Division, e il 6 aprile 1943 fu decorato con la croce di cavaliere della Croce di ferro.
Il 20 luglio 1944 fu designato dai cospiratori ai danni di Hitler come comandante del 3º gruppo di difesa di Berlino come successore all'arrestato generale Joachim von Kortzfleisch ma non seguì gli ordini dei cospiratori e in seguito prese parte all'interrogatorio del maggiore Hans-Ulrich von Oertzen un sostenitore del colpo di stato del luglio 1944 sotto il suo comando.
Fu tuttavia arrestato ugualmente dalla Gestapo e congedato dall'esercito dalla corte d'onore e posto sotto processo dal Tribunale del Popolo, al quale in seguito fu condannato a morte dal giudice Roland Freisler il 5 ottobre 1944 e poi fucilato nella prigione Görden di Brandeburgo sulla Havel il 24 ottobre 1944.